# توفیق زرارا
توفیق زرارا (انگلیسی: Toufik Zerara؛ زادهٔ ۳ فوریهٔ ۱۹۸۶) بازیکن فوتبال اهل فرانسه است.
از باشگاه‌هایی که در آن بازی کرده‌است می‌توان به باشگاه فوتبال وفاق سطیف، باشگاه فوتبال سوشو، باشگاه فوتبال الظفره، و باشگاه فوتبال فالکیرک اشاره کرد.
وی همچنین در تیم‌های ملی فوتبال زیر ۲۱ سال فرانسه و Algeria A' national football team بازی کرده‌است.